# Ben Powers
Ben Powers (Wichita, 29 ottobre 1996) è un giocatore di football americano statunitense che milita nel ruolo di offensive guard per i Denver Broncos della National Football League (NFL).

## Carriera

### Baltimore Ravens
Powers fu scelto nel corso del quarto giro (123º assoluto) del Draft NFL 2019 dai Baltimore Ravens. Debuttò come professionista subentrando nell'ultimo turno contro i Pittsburgh Steelers.

### Denver Broncos
Il 13 marzo 2023 firmò con i Denver Broncos un contratto quadriennale del valore di 52 milioni di dollari.